# 中村芙悠子
中村 芙悠子（なかむら ふゆこ 1993年1月26日 - ）は、東京都新宿区出身のクラシック音楽のピアニスト。

## 経歴
6歳よりピアノを始め、東洋英和女学院高等部、そして昭和音楽大学器楽学科ピアノ演奏コースを卒業。現在、ベルリン芸術大学にてミー・ジョー・リー（Mi-Joo Lee）教授に師事。

これまでに江口文子、大友聖子、多美智子、奈良希愛各氏に師事。また、セルゲイ・ドレンスキー、ジョン・オコーナー、ジャック・ルヴィエ各氏のマスタークラスを受講。2016年、『ピアノ愛奏曲集』にて、ビクターエンタテインメントよりデビュー。

実力に加え、端麗な容姿でも人を引き付け、ミス日本コンテスト2016では約1,500人の中から選ばれ東日本大会に進出している。

## ディスコグラフィー
- ピアノ愛奏曲集（2016年8月24日、VICC-60940）[4]
1. ベルガマスク組曲（ドビュッシー）－Ⅰ プレリュード
2. ベルガマスク組曲（ドビュッシー） －Ⅱ メヌエット
3. ベルガマスク組曲（ドビュッシー）－Ⅲ 月の光
4. ベルガマスク組曲（ドビュッシー）－Ⅳ パスピエ
5. 水の戯れ（ラヴェル）
6. アラベスク 第2番（ドビュッシー）
7. プレリュード 変ニ長調「雨だれ」Op.28-15（ショパン）
8. 樹木の組曲 Op.75（シベリウス）－Ⅰ ピヒラヤの花咲くとき
9. 樹木の組曲 Op.75（シベリウス）－Ⅱ 孤独な松の木
10.樹木の組曲 Op.75（シベリウス）－ Ⅲ はこやなぎ
11.樹木の組曲 Op.75（シベリウス） －Ⅳ 白樺
12.樹木の組曲 Op.75（シベリウス）－Ⅴ 樅の木
13. プレリュード 嬰ハ短調「鐘」Op.3-2（ラフマニノフ）
14. コンソレーション 第3番 変ニ長調（リスト）
15. 主よ、人の望みの喜びよ（J.S.バッハ／M.ヘス 編）
16. エリーゼのために（ベートーヴェン）
17. トロイメライ（シューマン）

## コンクール歴
2007年
- 第31回 ピティナ・ピアノコンペティション F級 金賞

2008年
- 第9回 ショパン国際ピアノコンクールin Asia アジア大会 コンチェルトC部門 金賞

2009年
- 第14回 日本モーツァルト音楽コンクール ピアノ部門 第2位
- 第4回 福田靖子賞選考会 優秀賞

2010年
- 第11回 ショパン国際ピアノコンクールin Asia アジア大会 コンチェルトC部門 金賞
- 第8回 東京音楽コンクール ピアノ部門 第3位

2012年
- ハノイ国際ピアノコンクール第2位

2014年
- 第15回 ショパン国際ピアノコンクールin Asia アジア大会 一般部門 金賞、ソリスト賞

2015年
- 第17回 ショパン国際ピアノコンクール